# 塊 (渋谷すばるの曲)
「塊」（かたまり）は、渋谷すばるの楽曲。2021年9月22日に3枚目のフル・アルバム『2021』の収録曲としてWorld artから発売された。JRA日本中央競馬会「阪神競馬場 天皇賞 (春) SPECIAL MOVIE『天、駆ける春。』」のオリジナルテーマソングである。

## 概要
- 本曲は、JRA日本中央競馬会「阪神競馬場 天皇賞 (春) SPECIAL MOVIE『天、駆ける春。』」のオリジナルテーマソングとして書き下ろされた楽曲[4][1]。作詞・作曲・編曲は渋谷すばる。
  - 2021年4月12日、本曲が同タイアップに起用されたことを発表[4]。自身の独立後初のタイアップとなった。
  - 同年4月19日、実質的な本曲のミュージック・ビデオにあたる同タイアップのスペシャルムービーが公開された[1]。同映像は阪神競馬場で撮影されている[1]。
- 同年4月21日、自身の無観客生配信ライブ『渋谷すばる ONLINE LIVE 2021「NEED」』にて、本曲が初披露された[5]。
- 同年5月1日、本曲を用いたスペシャルムービーが公開された[6]。
- 同年5月21日、前述の配信ライブから本曲のライブ映像が公開された[7]。
- 同年9月22日、自身の3rdアルバム『2021』[8]にて本曲をCD初収録[2][3]。
  - 初解禁から約5か月を経て初の音源化となった。
- 2022年8月18日、同年4月に開催された自身ファンクラブイベント『babu会 vol.1』でのライブ映像が公開された[9]。

## タイアップ
- JRA日本中央競馬会「阪神競馬場 天皇賞 (春) SPECIAL MOVIE『天、駆ける春。』」オリジナルテーマソング[4][1]

## 収録作品

### アルバム
- 3rdアルバム『2021』

※特典CD「DEMOを特典にしてみたCD」には本曲のデモ音源を収録。

### ライブ映像
- 3rdアルバム『2021』（初回限定盤 特典DVD）